# Historia de Haití
 No podríamos hablar de historia de Haití como tal sin comentar primero el desembarco de Cristóbal Colón en la isla de La Española y por supuesto tampoco sin hablar de los Ciguayos y los posteriores Tainos que habitaban la isla (según el historiador Iván Ernesto Gatón). Aunque si hablamos netamente de historia de Haití tendríamos que hablar a partir de 1804 cuando se separó de Francia y se constituyó como nación.   

## Primeros habitantes Quisqueya

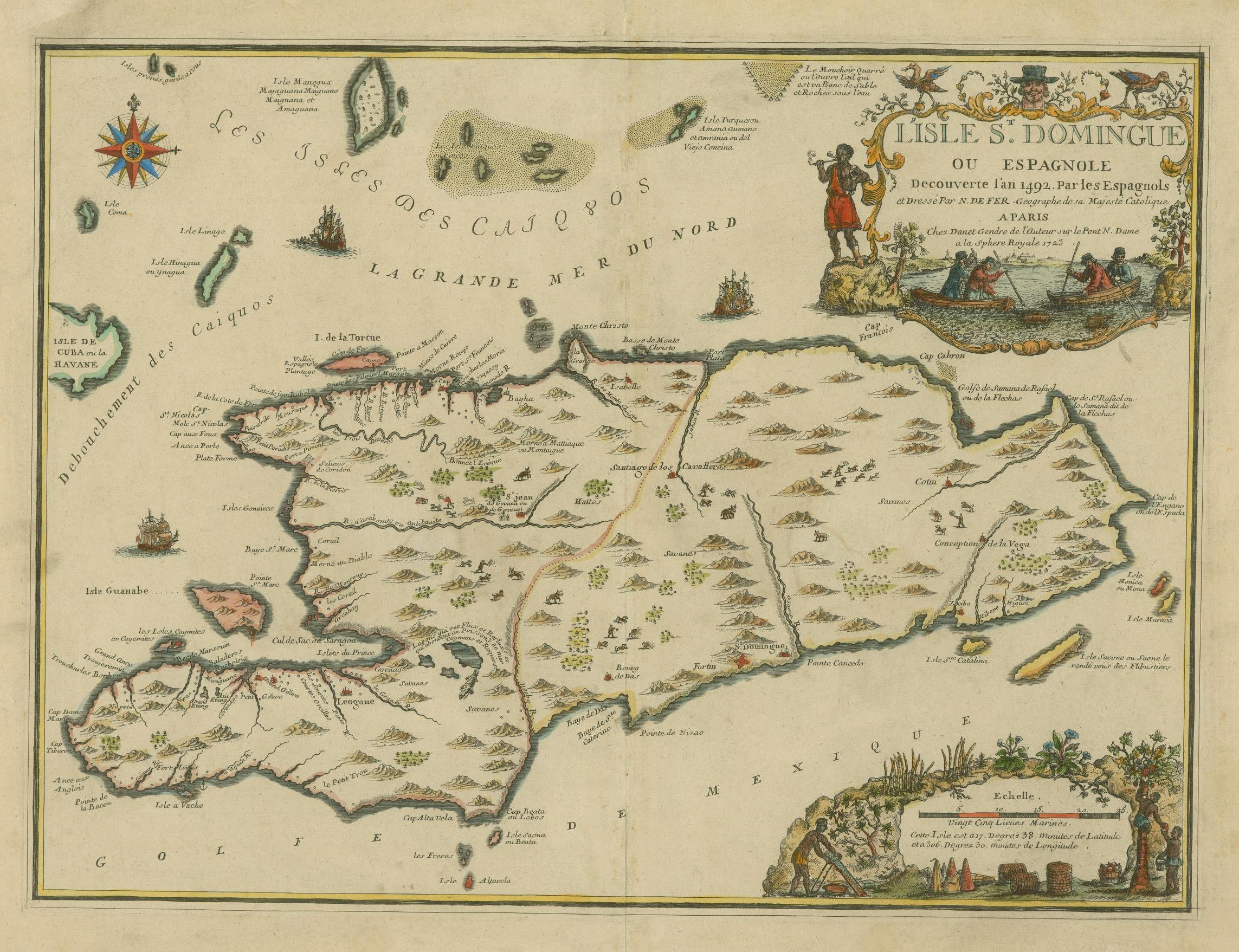
Mapa de la isla de 1723.

Los primeros pobladores de Quisqueya, llegaron hace varios miles de años antes de Cristo, posiblemente hacia el 7000 a. C. Es probable que estos primeros habitantes fueron llegando desde América del Sur a través del arco de las Antillas Menores hasta alcanzar la isla. Se trataba de cazadores, recolectores y pescadores, que indudablemente eran navegantes. A partir del año 300 se registra la presencia de cerámica y agricultura introducidas por migraciones a las Antillas procedentes de la actual Venezuela. Tras la llegada a la isla de poblaciones de arahuacos, desde el año 1000 se desarrolla la cultura taíno. A la llegada de los europeos, la isla se encontraba dividida en los llamados Cacicazgos de Quisqueya. La población total de la isla, previo al primer contacto con los europeos, es objeto de estimaciones muy dispares. Algunas fuentes estiman la población en algunos cientos de miles, otras varios millones. En su Brevísima relación de la destrucción de las Indias, Fray Bartolomé de las Casas estimó la población de la isla en 3 millones, en tanto que Williams Bastidas menciona la cifra de 2 millones. Estas estimaciones, hechas pocas décadas después de la colonización, son consideradas exageradas por muchos.

## Conquista española
La llegada de Cristóbal Colón a la isla se produjo durante el primer viaje del descubrimiento de América el día 5 de diciembre de 1492. Colón construye un pequeño fuerte cerca de lo que hoy es Cabo Haitiano y le coloca el nombre de La Navidad. Dicho fuerte sería construido con las vigas de su barco naufragado La Santa María. De ahí en adelante Colón continua con su viaje pero deja una parte de su tripulación (39 colonos) en la isla. Cuando durante su segundo viaje, Colon regresa nuevamente a la isla en 1493, se encuentra con que el asentamiento que había dejado tiempo atrás había sido destruido por los nativos habitantes del lugar y sus 39 colonos españoles habían sido asesinados.    
Colón continuó con su viaje y hasta años después no volvió. Comienza después la colonización de la isla fundando varias poblaciones. La capital de la colonia se trasladó a Santo Domingo el año 1496, en la costa suroeste de la isla también en el territorio de la actual República Dominicana. Los españoles regresaron al oeste de La Española en el año 1502, estableciendo un asentamiento en Yaguana cerca de la actual Léogâne. Un segundo asentamiento se estableció en la costa norte en 1504 llamado Puerto Real cerca del moderno Fort-Liberté, que en 1578 fue reubicado en un sitio cercano y rebautizado como Bayaja.

### Población indígena
Tras la llegada de los europeos, en menos de veinticinco años, las poblaciones indígenas fueron diezmadas drásticamente, hasta el punto de casi extinguirse. Muchos consideran que este episodio podría haber sido el peor caso de despoblación en América. Una hipótesis ampliamente aceptada atribuye la alta mortalidad, en parte, a enfermedades traídas por los europeos, contra las cuales los nativos carecían de inmunidad. Numerosos historiadores han descrito lo ocurrido entre 1492 y 1513, bajo el dominio del Imperio Español, como un genocidio.   Aunque aún existe un acalorado debate sobre la población taína en la isla de La Española en el momento de la llegada europea, las estimaciones varían considerablemente: desde apenas unos pocos miles, según los cálculos más recientes, hasta alrededor de 8 000 000, según las cifras más altas.Se estima que hasta el 95 % de la población indígena se perdió durante este proceso.

### Decaimiento de la isla
Durante sus primeros años la colonia mostró un gran auge, pero con las nuevas conquistas españolas en el continente americano (fundamentalmente las de México y Perú), la colonia entró en una larga decadencia, en que la zona occidental de la isla fue progresivamente abandonada. El interés español por la isla, La Española, comenzó a decaer en la década de 1520, cuando se encontraron depósitos de oro y plata más lucrativos en Norteamérica y Sudamérica. A partir de entonces, la población de la isla creció a un ritmo más lento.
El asentamiento de Yaguana fue incendiado tres veces en su poco más de un siglo de existencia como asentamiento español, primero por piratas franceses en 1543. La segunda vez fue en 27 de mayo de 1592, por un grupo de desembarco de 110 efectivos perteneciente a un barco inglés del Escuadrón naval liderado por Christopher Newport en su buque insignia Golden Dragon, que destruyó las 150 casas del asentamiento, y finalmente por los propios españoles en 1605.
En 1697, después de décadas de lucha por el territorio, los españoles cedieron la parte occidental de la isla a los franceses, que en adelante la llamaron Saint-Domingue. Saint-Domingue se convirtió en una colonia muy lucrativa para Francia dado que usaron mano de obra esclava para extraer todas las riquezas del lugar. Su economía se basaba en una industria azucarera intensiva en mano de obra mayoritariamente de esclavos africanos. Mientras tanto, en la parte española de la isla, llevaban desde 1518 formando académicamente a los nativos gracias a los dominicos, que fundaron la Stadium Generale, adscrita a la catedral de Santo Domingo. En los años siguientes la labor universitaria de la Corona y la Iglesia españolas alcanzó velocidad de crucero y el 12 de mayo de 1551 el rey Carlos I de España constituyó la Real y Pontificia Universidad (R. P. U.) de San Marcos, en Lima (Perú) y el 21

## Dominio francés

### Cesión de la parte occidental aFrancia
La pequeña isla Tortuga, cerca de la costa norte de la isla fue base de operaciones de saqueo de las islas contiguas por los piratas asociados en la Cofradía de los Hermanos de la Costa que se dividían en filibusteros, que acechaban las presas y se lanzaban al abordaje; bucaneros normalmente franceses que se dedicaban a cazar reses alzadas, o a robarlas de las haciendas para secar los cueros y ahumar las carnes que vendían o cambiaban a los anteriores y habitantes que eran los menos peligrosos debido a que se dedicaban al cultivo del campo. Dirigidos por Levasseur, habían fortalecido la isla y se habían puesto bajo el protectorado de Luis XIII de Francia.
En 1652 saquearon San Juan de los Remedios en Cuba y las autoridades de Santo Domingo los expulsaron por más que la isla volviera en 1660 a poder de los franceses.
A partir de allí los franceses comenzaron a colonizar la zona occidental de la isla que había sido descuidada por los españoles. En 1697 el tratado de Ryswick formaliza la cesión esa zona a Francia. La parte francesa tomó el nombre de Saint-Domingue. La primera capital fue Cabo Francés (actual Cabo Haitiano) puerto ubicado en el norte del país.

### Auge del sistema de plantaciones
La isla prontamente se transformó en la principal colonia francesa y, posiblemente la más rica colonia del mundo, gracias a la proliferación de plantaciones de azúcar (llegando a representar la mitad del consumo de Europa), café, y otros productos. El sistema de plantaciones estuvo basado en el uso de gran cantidad de esclavos, que viviendo y trabajando en penosas condiciones morían rápidamente lo que obligaba a masivas importaciones de nuevos esclavos. La sociedad se organiza en diferentes grupos basados en la pureza racial y el poder económico.
En 1749, se fundó la actual capital haitiana (Puerto Príncipe) con el nombre de L´Hôpital. Cuando Francia apoyó a las colonias americanas en su lucha de independencia contra Gran Bretaña un fuerte contingente de voluntarios de Saint-Domingue combatió junto a las fuerzas francesas en el territorio de los actuales Estados Unidos. Esta experiencia pudo haber sido importante en los acontecimientos posteriores. Un terremoto estremeció la isla en 1751 y otro en 1770 de 7,5 grados en la escala de Richter devastó Puerto Príncipe por completo. De acuerdo con el historiador francés Moreau de Saint-Méry (1750–1819), «mientras que ningún edificio sufrió daños en Puerto Príncipe durante el terremoto del 18 de octubre de 1751, la ciudad entera colapsó durante el terremoto del 3 de junio de 1770».

## Revolución haitiana
La Revolución francesa del 14 de julio de 1789 tuvo un fuerte impacto sobre la sociedad racista y esclavista de la colonia. Inicialmente la igualdad entre los hombres proclamada por la revolución no se aplicaba a los esclavos, pero tampoco a los mulatos ni a los negros libres. Las luchas internas entre monárquicos, girondinos, jacobinos, etc. y las luchas contra otras naciones se sumaron a las ya fuertes contradicciones de la sociedad colonial. Los hechos acontecidos en Francia se reflejaban en la colonia. Todo con un cierto retraso debido a las comunicaciones.

### Primera etapa de la revolución
Empieza con el conflicto de los grandes propietarios y comerciantes de la colonia y los funcionarios de ésta. Los propietarios querían independizarse y los segundos seguían muy fieles a Francia.

### Sociedad de Amigos de los Negros
Fundada incluso antes de la Revolución, en 1788 tuvo un importante papel en las discusiones sobre la abolición de la esclavitud. Formado por un grupo bastante heterogéneo movidos por ideologías e intereses diferentes que pretendían llevar la esclavitud a un fin. Su acción en Francia, aunque por lo general yendo detrás de los hechos, tuvo una fuerte influencia en los acontecimientos de la colonia. Su acción causó temor y recelo entre los propietarios de esclavos, a la vez que alentó las esperanzas de igualdad de mulatos y negros.

### Reclamaciones y tensión
En la noche del 28 de octubre de 1790 un grupo de unos 350 mulatos liderados por Vincent Ogé y Chavannes, manifiesta frente a la Asamblea de Port-au-Prince exigiendo iguales derechos para mulatos y negros. La manifestación es rápida y duramente reprimida con una serie de ejecuciones. Sus líderes logran escapar a Santo Domingo, pero luego de ser entregados por los españoles, son condenados al suplicio y ejecución pública. En Francia, horrorizados por las noticias de la colonia, deciden otorgar la ciudadanía a un número muy reducido de mulatos muy ricos, lo que agrava aún más la situación pues no satisface ni a los blancos ni a los mulatos. La tensión surge también entre los pequeños blancos, autodenominados patriotas y los grandes blancos (partidarios de una independencia al estilo de Estados Unidos, que garantizara la continuidad del sistema de los esclavistas).

### Rebelión de los esclavos
Todas esas tensiones no permanecen ajenas a los esclavos que ven en ellas la oportunidad de liberarse. El 14 de agosto de 1791 se habría producido en Bois-Cayman una ceremonia del sacerdote Vudú Boukman que es considerada por muchos como el punto de partida de la Revolución Haitiana. El 22 de agosto de 1791 estalla la rebelión en el norte. Dirigidos por Boukman decenas de miles de esclavos se sublevan. No solamente matan a todos los blancos (muy pocos fueron respetados) sino que destruyen las haciendas, que representan el instrumento de la opresión. Boukman muere en noviembre y su cabeza es exhibida en Le Cap, pero muchos líderes continuarían la lucha y el estado de inseguridad permanecería vigente.

### Abolición de la esclavitud
El 4 de abril de 1792 la Asamblea Nacional Francesa decide otorgar la ciudadanía a los hombres libres de color. Para aplicar la medida decide enviar tres comisionados, de los cuales los principales eran Léger-Félicité Sonthonax y Étienne Polverel, acompañados de una fuerza de 6000 hombres, que llegaron a La Española en septiembre de 1792. La medida contaría con la fuerte oposición de los blancos. Para derrotarlos, Sonthonax recurre a los mulatos, y con ayuda de estos y las tropas leales logra controlar tanto a blancos como a esclavos. Pero en febrero de 1793 se producen dos importantes hechos: Francia declara la guerra a Gran Bretaña y el rey Luis XVI es ejecutado dando comienzo a la República. Ambos hechos tienen inmediatas consecuencias en la colonia. Los realistas se sublevan. El general francés Galbaud, jefe de las fuerzas en Le Cap, se subleva. Para derrotarlo Sonthonax recurre no solo a los mulatos sino que reúne una fuerza de cerca de 10000 esclavos a los que otorga la libertad. Logra derrotar y expulsar a Galbaud pero la liberación de tan alto número de esclavos irrita a los mulatos, que también eran propietarios de esclavos. Privado de su principal apoyo y ya siendo inminente la invasión por parte de los ingleses, busca el apoyo de los negros para lo cual el 29 de agosto de 1793, Sonthonax, decreta la emancipación general de los esclavos en el norte de Saint-Domingue, medida que rápidamente se extiende a toda la colonia.El 4 de febrero de 1794 la Convención Nacional Francesa declara abolida la esclavitud de los negros en todas las colonias francesas.

### Luchas contra Gran Bretaña y España
Gran Bretaña y España vieron en la rica colonia de Saint-Domingue un apetitoso botín además de la oportunidad de privar a Francia de una de sus mayores fuentes de recursos. En especial Inglaterra envió en 1794 una poderosa expedición cuyo número exacto de tropas es incierto pero que puede haber estado en varias decenas de miles que ocupó Port-au-Prince y otros puntos costeros. España, por su parte, intentó ganarse el favor de los esclavos prometiéndoles la liberación, y atacó la colonia desde su parte de la isla. Los principales dirigentes de la rebelión de esclavos pasan a luchar por España. La parte francesa de la isla estaba invadida por la Marina británica y por las tropas españolas a las que se habían unido numerosos negros cimarrones.

### Toussaint L’Ouverture
Sin embargo, el 5 de mayo de 1794, Toussaint L’Ouverture, libertador haitiano que desde 1791 hasta entonces había luchado para España, influenciado por los comisarios y el gobernador-general Étienne Laveaux, se inclina al bando francés. El ejército que estaba a su mando, en el que había soldados negros, mulatos e incluso algunos blancos atacó a sus antiguos aliados y les arrebató una decena de ciudades. En un año, y gracias a su hábil manejo de la situación, rechazó a los españoles hasta la frontera oriental de la isla y consiguió derrotar a sus antiguos jefes, que habían permanecido leales a España. En marzo de 1796, salvó a Laveaux, con problemas por su severidad tras una rebelión de mulatos en Cap-Français.
Sin embargo la lucha contra los británicos resultó más complicada. L’Ouverture no pudo echarlos ni del Norte ni del Oeste. En el Sur, el general mulato André Rigaud lograba contenerlos, pero no era capaz de rechazarlos.
El regreso de Sonthonax como comisario civil en mayo de 1796 hizo planear sombras a las ambiciones de L’Ouverture de convertirse en el único dirigente. Consiguió que Lavaux y Sonthonax fueran elegidos en septiembre de 1796 diputados ante el Directorio para que de ese modo volvieran a la metrópoli: el primer desde octubre, el segundo en agosto de 1797. Pero para tranquilizar a Francia, envió a sus dos hijos a estudiar a París.
Gracias a las armas llegadas con la comisión de 1796, L’Ouverture contaba con un ejército de 51000 soldados (entre ellos 3000 blancos). Reemprendió la lucha contra los británicos y tuvo diversas victorias, aunque ninguna de ellas fue decisiva. Cansados por esa resistencia, luego de fuertes bajas debido tanto a las luchas como a las enfermedades, ante la amenaza de un contraataque de Toussaint en Jamaica y con poco que ganar en esa guerra, los británicos decidieron negociar. L’Ouverture consiguió apartar de las negociaciones al último comisario civil Julien Raimond y al último general en jefe Hédouville, llegado en marzo de 1798. Para deshacerse de Hédouville, L’Ouverture alertó a los negros del Norte, que el 16 de octubre de 1798 se rebelaron contra el general, que había ordenado el desarme de los negros, lo que obligó a Hédouville a reembarcarse precipitadamente hacia Francia junto a numerosos blancos. El 31 de agosto de 1798, los británicos dejaban la isla de La Española.
Una vez libre de los controles franceses, Toussaint se volvió contra el jefe de los mulatos, Rigaud. L’Ouverture, secundado por los generales Jean-Jacques Dessalines y Henri Christophe, aprovechó un incidente y le provocó, con lo que Rigaud inició las hostilidades en junio de 1799 dando comienzo a la Guerra de los Cuchillos. Desde noviembre la facción mulata se encontraba acorralada en el puerto estratégicamente importante de Jacmel, en la costa meridional. Alexandre Sábes, llamado Pétion, encabeza la defensa, y Jean Jacques Dessalines dirige el asalto. La caída de Jacmel en marzo de 1800 pone fin a la revuelta y Rigaud y Pétion, junto con otros dirigentes de color, se exilia a Francia. Toussaint derrotó a las tropas de su enemigo tras una sangrienta guerra.
Deseoso de restablecer la economía del país, L’Ouverture publicó el 12 de octubre de 1800 un reglamento de cultivos que obligaba a los negros a trabajos forzados en las plantaciones, por lo que hubo bastante descontento. A finales de octubre los negros del Norte se rebelaron y llegaron incluso a degollar a los blancos. En pocos días, Toussaint dispersó a los rebeldes y ordenó fusilar a 13 cabecillas, entre los que estaba su propio sobrino, el general Moise. Para conseguir el apoyo de los blancos volvió a llamar a los huidos y decretó que el catolicismo pasara a ser la religión oficial.
Con estos hechos desplazó a sus adversarios internos y a las autoridades francesas, aunque nunca proclamó la independencia. En enero de 1801 invade la parte española de la isla (que en 1795 había sido cedida a Francia por el Tratado de Basilea) y la anexa, liberando a los esclavos. El mismo año (el 9 de mayo), propone un Proyecto de Constitución por la cual la colonia, aun proclamándose parte integral de Francia, tendría un gobierno que gozaría de una enorme autonomía y otorgándose a sí mismo el gobierno vitalicio. La Constitución es rechazada por Napoleón quién decide enviar una fuerte expedición militar a reconquistar la isla además de restablecer la esclavitud.

## Expedición militar francesa en 1802
Napoleón tenía planes de establecer un gran imperio colonial en América para lo cual se hizo ceder el enorme territorio de la Luisiana de parte de España y necesitaba recuperar el control total de su principal colonia: Saint Domingue. En enero de 1802 una fuerte expedición militar de 24000 hombres, al mando del cuñado de Napoleón, el general de brigada Charles-Victor-Emmanuel Leclerc, hizo arribo a Haití logrando en un primer momento el acatamiento de una parte de los haitianos bajo falsas promesas de no reinstaurar la esclavitud y de respetar los grados militares de los haitianos. En esta expedición regresaban Rigaud y Pétion, los líderes mulatos expulsados por Louverture. Los franceses gobernaron también el este de La Española por un período de seis años hasta ser expulsados por un grupo de dominicanos quienes bajo el mando de Juan Sánchez Ramírez reincorporaron la parte oriental al dominio de España.
Pero Louverture, con la otra parte de los haitianos, no se dejó engañar fácilmente. Se replegó hacia posiciones más seguras, a la vez que seguía una política de tierra quemada y firmó un pacto de amistad con Gran Bretaña. Christophe incendió Le Cap ante la llegada de los invasores. Port-de-Paix, Saint-Marc y Gonaïves corrieron igual suerte. Los comienzos de la campaña no fueron felices para Toussaint. El general Maurepas, se sometió en Port-de-Paix. Toussaint mismo fue vencido en Ravine-à-Couleuvres y Dessalines fracasó contra Port-au-Prince. Leclerc intuyó los planes de Toussaint y ordenó la marcha convergente de sus tropas contra Les Cayes, sobre uno de cuyos montículos se alzaba el fuerte de la Crète-à-Pierrot, donde se libró, del 11 al 24 de marzo, el combate más glorioso de la historia haitiana. La parte española de la isla apenas ofreció resistencia, pero en la ciudad de Santo Domingo, el gobernador haitiano, general Paul Louverture, se negó a entregar la plaza, contra el deseo de los dominicanos, que se aliaron a los franceses, quienes luego de ardua lucha tomaron la plaza.
El 2 de mayo de 1802, Toussaint ofreció su capitulación a cambio de quedar libre y de que sus tropas se integraran en el Ejército francés.
Prontamente las promesas francesas fueron desenmascaradas al llegar noticias de la reinstauración de la esclavitud en otras colonias como Guadalupe y con la captura mediante engaños de Louverture el 7 de junio, quien se había retirado a una hacienda, y su envío a Francia (Fort de Joug) dónde muere encarcelado bajo duras condiciones. Este intento de privar a los haitianos de su líder resultó en un gran fracaso porque los militares haitianos, avezados en las luchas contra ingleses y españoles, intuyeron que seguirían la misma suerte y se rebelaron.
El arresto de Toussaint, seguido de una orden de desarme general de la población, exaltó los espirtus, y Charles Belair se proclamó general en jefe de los rebeldes. El general Dessalines (ahora en el bando francés) obtuvo autorización de Leclerc para combatirlo, y lo apresó en una emboscada. Juzgado ante un Consejo de guerra, Belair fue fusilado.

### Consecuencias de la independencia haitiana
- La colonia se independizó de Francia con el nombre de Haití. Es la segunda nación americana en independizarse, después de los Estados Unidos. Se considera, asimismo, la primera república "negra" del mundo y una de las pocas rebeliones de esclavos culminada con éxito.
- La esclavitud, base de la economía, es abolida.
- Los blancos, con muy pocas excepciones, son exterminados o expulsados del país por lo que éste queda habitado y gobernado por negros y mulatos.
- La economía de las plantaciones, sin su sustento en la esclavitud, cae bruscamente (a pesar de diversos intentos de reactivarla mediante trabajos forzados remunerados) siendo sustituida mayormente por una economía de subsistencia al estilo africano.
- Haití sufre un largo período de aislamiento internacional promovido, fundamentalmente, por las potencias europeas, Francia y los Estados Unidos que no admitían la existencia de una nación gobernada por ex-esclavos lo que implicaba una amenaza para sus propios sistemas esclavistas.
- Como consecuencia adicional, Francia, bajo la dirección de Napoleón al ver fracasada su aventura colonial en América vende la Luisiana a los Estados Unidos en 1803, duplicando el territorio de este país y abriendo el camino para su expansión hacia el oeste.
- Además la Revolución Haitiana tuvo consecuencias en toda la zona del Caribe, asestando un duro golpe al sistema esclavista predominante en la región. En 1804 se declara la abolición de la esclavitud en Haití.[26] Hacia 1830 los ingleses abolieron la esclavitud en sus colonias. Los españoles ya lo habían hecho bajo el mandato de la Reina Isabel la Católica, el 20 de junio de 1500, mediante una Real Provisión. Más tarde aparecerían sucesivas leyes de las Indias que acabarían por ordenarse en 1681 bajo el reinado de Carlos II. Las primeras compilaciones de leyes indianas se hicieron desde la segunda mitad del siglo XVI, y llevaban el nombre de "Cedularios".

### Etapas
La lucha por la independencia en Haití se desarrolló en varias etapas. En la primera, los grandes terratenientes, los esclavos, los comerciantes y los blancos pobres —llamados petits blancs— se solidarizaron con el movimiento revolucionario que había estallado en la metrópoli y formaron una asamblea local, que reivindicaba el fin del pacto colonial. En una segunda etapa, los mulatos libres comenzaron a apoyar la revolución metropolitana, creyendo que con eso obtendrían de los blancos residentes en la colonia la plena igualdad de derechos para los hombres libres, independientemente del color. Sin embargo, en 1790 los plantadores blancos reprimieron ferozmente las reivindicaciones de los libertos. Y estos, a su vez, no tuvieron otra alternativa que aliarse, un año después, con dos grupos de esclavos sublevados o marrons.Y casi no ganan por poca tropas.

### Guerra de la Independencia
La política de sangre inaugurada por Leclerc hizo ver a los oficiales de color que no había seguridad para ellos junto a los franceses. Así, en la noche del 13 al 14 de octubre de 1802, el mulato Pétion y Clerveaux desertaron. Christophe y Dessalines no tardaron en unírseles. Desde ese momento las bandas que merodeaban por los campos tuvieron líderes y se inició la verdadera guerra de liberación.
Mientras tanto, Leclerc murió de fiebre amarilla y tomó el mando el general Rochambeau, cuya tiranía enajenó a Francia las últimas simpatías de los haitianos.
Pétion, reconoció a Dessalines general en jefe de los rebeldes (con motivo de la conferencia secreta de Arcahaie), y este hecho hizo que la mayoría de los jefes de banda se agruparan alrededor del último.
A fines de 1802, Dessalines, asistido por Christophe y Pétion toman la dirección de la lucha por la independencia radicalizando el legado de Louverture. Logran la unidad de negros y mulatos.
Hasta 1803, el Sur había asistido a los acontecimientos sin tomar parte de la rebelión. Al final, el general Nicolas Geffrard lo arrastró al movimiento liberador.
Dessalines desplegó una actividad extraordinaria desde noviembre de 1802, por todo el Noroeste y el Oeste. Tras crear el 18 de mayo de 1803 la bandera nacional, fraternizó en la llanura de Les Cayes con Geffrard.
La lucha se generalizó contra el ejército cada vez más reducido de Rochambeau, y luego de una serie de campañas (Jérémie, Jacmel, Saint-Marc, Fort-Liberté y Anse-à-Veau), el 11 de octubre, Port-au-Prince capituló y el 17 Geffrard entró en Les Cayes. A fin de mes, Francia solo conservaba el Môle Saint-Nicolas y Le Cap, que Dessalines resolvió tomar, para lo cual concentró 20000 hombres en Limbé. Comprendiendo que un sitio en regla era preferible a una ofensiva, empezó el 18 de noviembre a bombardear los fuerte de Breda y de Charrier. Esta campaña que culminó el 18 de noviembre de 1803 con la decisiva victoria haitiana en la Batalla de Vertierres, que obligó a las tropas francesas a capitular en Le Cap. El 4 de diciembre, Rochambeau capituló en el Môle Saint-Nicolas, terminando de este modo la guerra de independencia.

## Primeros años de independencia

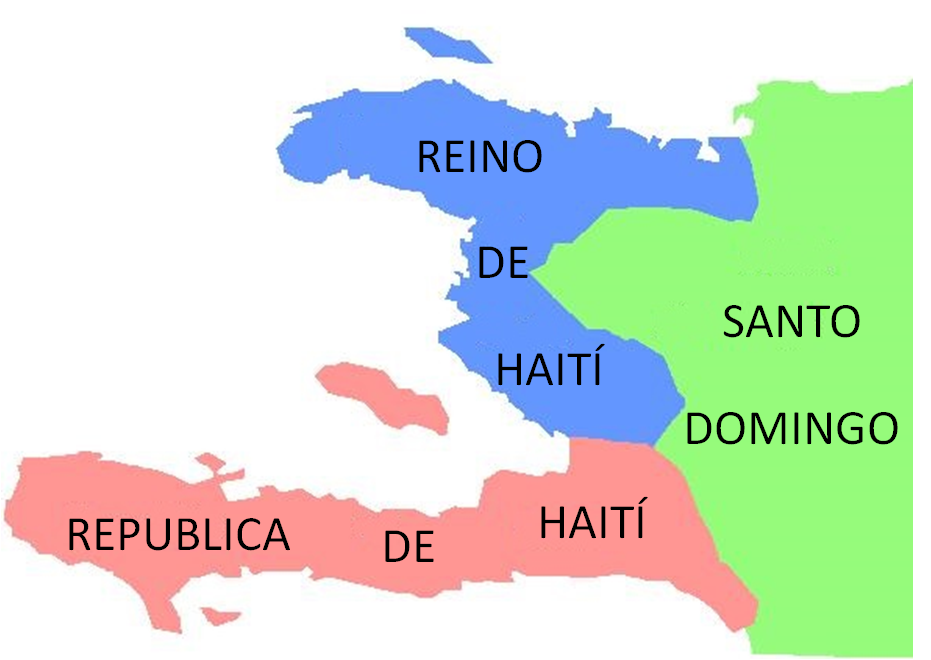
División de Haití entre 1806 y 1820. En 1820 Boyer incorporaría el norteño Reino de Haití a la sureña República de Haití y luego en 1822 anexaría el oriente de la isla: el Santo Domingo español que se había independizado bajo el nombre de Haití Español.

El 1 de enero de 1804 Dessalines proclamó la independencia en Gonaïves. De esta forma Haití se convirtió en el primer Estado independiente de América.
Dessalines, un esclavo nacido en una plantación del Norte, quedó como jefe del recién Estado haitiano. Decidió después de su primer año de mandato proclamándose a sí mismo Emperador del país con el nombre de Jacques I, dando lugar al Primer imperio de Haití. El emperador dio a su gobierno una fuerte impronta nacionalista pero al mismo tiempo buscó consolidar su poder personal creando un Estado autocrático, similar al que nacía en Francia durante esos años. Sus métodos autoritarios, derivados de la implementación del «fermage» (sistema de arrendamiento de terreno agrícola a cultivar), y una suma de luchas en toda la isla llevaron a una decadencia del imperio, lo que dio como resultado que el este de la isla fuese recuperado por los españoles, mientras que en el oeste se constituyese un complot entre los generales Christophe y Petion que dio como resultado su asesinato en 1806. Los instigadores del complot, debido a sus divergencias, libraban luchas por el liderazgo que desembocaron en la división del territorio desde 1806 y una guerra declarada como tal hasta 1810. Henri Christophe, un antiguo esclavo, estableció en el norte el Estado de Haití, que en el año 1811 se convirtió en el Reino de Haití, proclamándose como rey Enrique I; en el sur, el mulato Alexandre Pétion gobernó la República de Haití, que brindó amplio apoyo en armas y dinero a Simón Bolívar, a cambio de la abolición de la esclavitud en los territorios que fueran liberados. Pétion estaba convencido de que sólo la independencia de toda América garantizaría la de Haití, acosado por las potencias europeas y por Estados Unidos. Muerto Pétion en 1818, el general Jean Pierre Boyer es seleccionado presidente de la república y cuando Enrique I se suicida, Boyer reconquista el norte del país en 1820 consolidando la república.

### 1805: Segunda invasión a Santo Domingo y genocidio dominicano

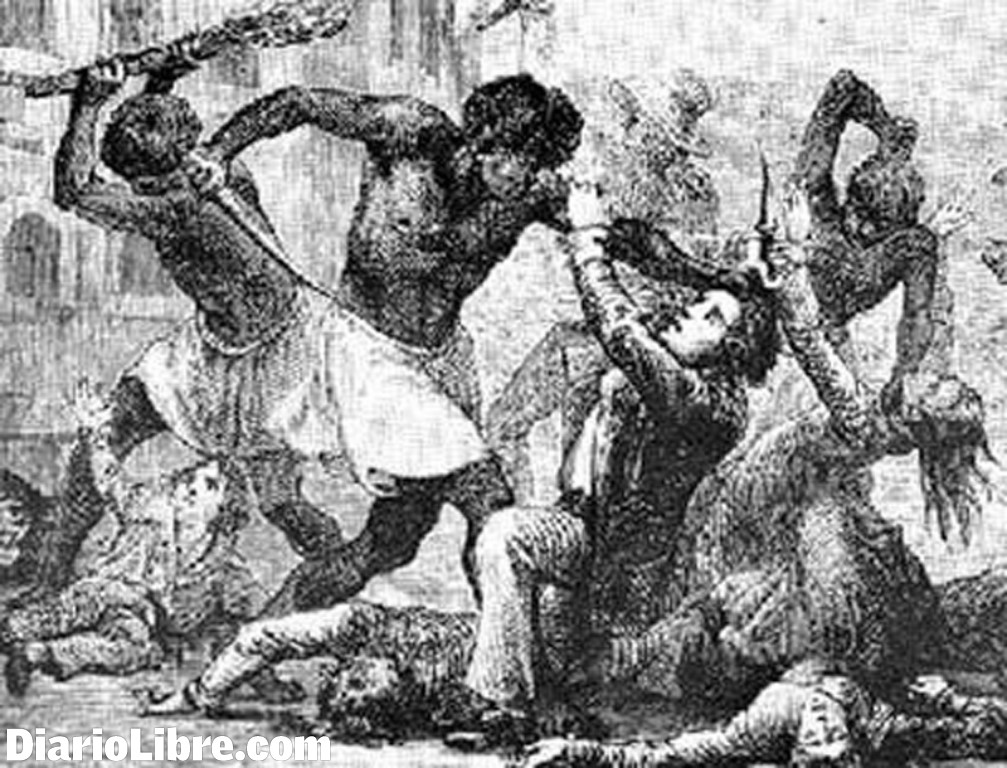
Masacre en Moca

A finales de febrero de 1805, tras haberse coronado emperador, Jean-Jacques Dessalines (Jacobo I de Haití) invadió la otra colonia española de Santo Domingo, sus tropas avanzaron por dos rutas, la una por el norte (Dajabón-Santiago-La Vega-Santo Domingo), comandada por Henri Christophe, y la otra por el sur (Hincha-San Juan-Azua-Baní-Santo Domingo), comandada por Dessalines. En su avance por la ruta sur, el emperador haitiano halló que los habitantes de San Juan y Baní habían evacuado sus ciudades para protegerse, por lo que él consideró que la población autóctona no merecía su clemencia. El 6 de marzo, al aproximarse a la ciudad capital, Dessalines ordenó incendiar la villa de San Carlos (ubicada en los extramuros de la capital) e inició el asedio de la capital. El 25 de marzo ordenó el exterminio total de la población en su poder, efectuándose un traslado masivo a las grandes ciudades haitianas para matarles en las plazas públicas mediante aplastamiento (por caballos y acémilas) y desmembramiento. Tres días más tarde, arribó a Santo Domingo tres fragatas y dos bergantines franceses; Dessalines decidió la retirada de sus tropas a Haití. En abril, Dessalines y Christophe junto a sus tropas arrasaron Santiago, Moca, La Vega, Azua, San Juan, Baní, entre otras ciudades, y masacraron a los moradores de estas que no habían huido a la Cordillera Central, aniquilando a unas diez mil personas. Estas matanzas sentaron la base de dos siglos de animadversión entre ambos países.
Los franceses ocuparon la parte oriental de la isla, hasta que fueron derrotados por los habitantes hispanohablantes en la Batalla de Palo Hincado el 7 de noviembre de 1808 y la capitulación definitiva del asediado Santo Domingo el 9 de julio de 1809, con la ayuda de la Marina Real Británica.

### Negativas a la independencia
El presidente estadounidense Thomas Jefferson se negó a reconocer la independencia de Haití. Cediendo a las presiones de Francia y de España, el Congreso de Estados Unidos prohibió el comercio con Haití, añadiendo uno más a los bloqueos que embargan a la naciente república negra.
Haití obtiene en 1825 el reconocimiento de Francia a cambio de 150 millones de francos-oro. Posteriormente lo hace el Reino Unido. Durante muchos años la tierra del legendario general Sabés «Petion» permaneció aislada. Hubo de esperar 60 años para que fuese reconocida por la Santa Sede, y Estados Unidos lo hizo durante la presidencia de Abraham Lincoln. El gobierno de la Gran Colombia no le extendió fórmula diplomática. De hecho, en 1870 finalmente acreditan un diplomático venezolano en Haití.

## Desde la reunificación a la actualidad

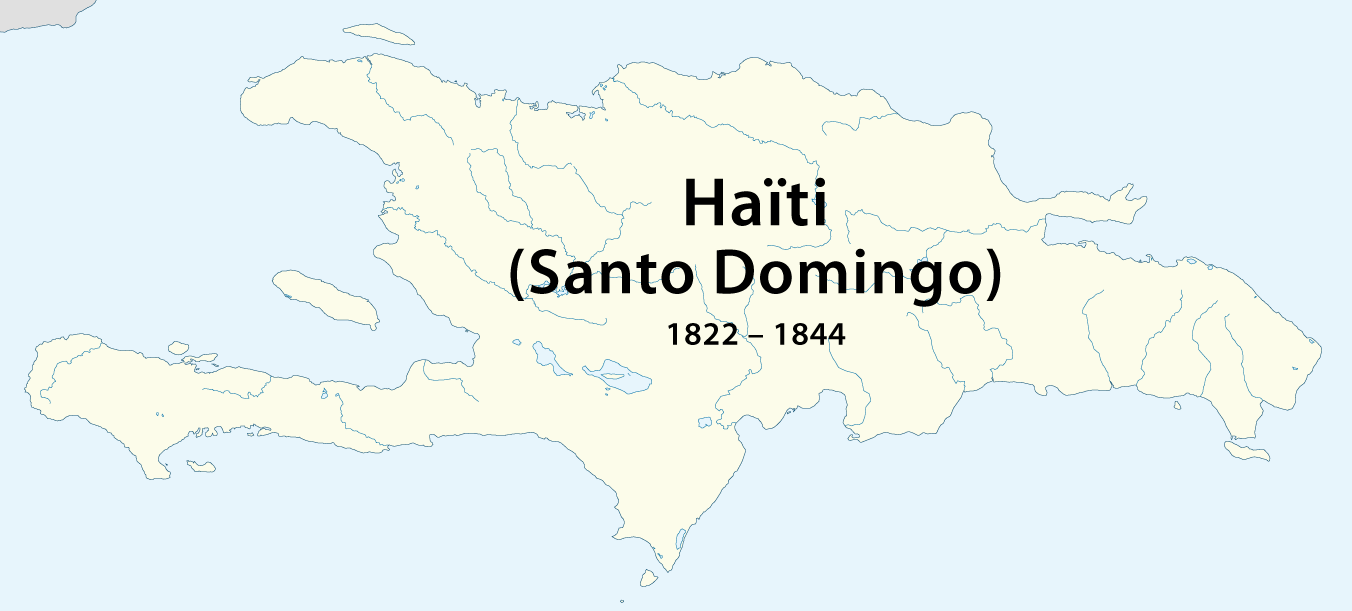
La República de Haití entre 1822 y 1844.

El 8 de noviembre de 1821, Andrés Amarante encabeza en Beler, en la colonia española de Santo Domingo, un movimiento irredentista y proclama la anexión de Beler a la República de Haití, una semana más tarde, el 15 de noviembre, Amarante repetiría esta acción en Montecristi. Estos hechos alarmaron a un grupo clandestino en Santo Domingo, encabezado por José Núñez de Cáceres, que planeaba la anexión a la Gran Colombia; este grupo decidió tomar la plaza militar y retener a don Pascual Real, gobernador español de la colonia.
A la mañana siguiente, el 1 de diciembre de 1821, fue declarada en Santo Domingo la independencia del Haití Español del Reino de España, con la idea de unirse al proyecto de la Gran Colombia de Simón Bolívar, esto fue apoyado por la aristocracia colonial blanca criolla y española mas no así por el resto de la población.
En Haití se veía a la unificación de la isla como una forma de consolidar su independencia, que no era reconocida ni por Francia ni por España; además se consideraba que esto liberaría a los mulatos y negros de toda la isla de la "opresión blanca"; a la vez de cumplir con el artículo 40.º de la Constitución de Haití, que daba por límites territoriales de dicho estado, toda la extensión de la Isla y las islas adyacentes, así también como la Constitución de Toussaint L’Ouverture de enero de 1801 que proclamaba: "la isla es una e indivisible".
El 13 de diciembre, el pabellón haitiano fue enarbolado por la población de Puerto Plata, un par de días más tarde esta acción fue seguida por la población local de Dajabón; el día 29 una rebelión en Santiago proclama la anexión a Haití. El 4 de enero de 1822, el comandante de La Vega se pronunció por la unidad con Haití; pocos días después Azua, Cotuí, San Juan, Xamaná, Neyba, Bánica, San Rafael, San Miguel, Hincha, entre otros pueblos, emularon estas acciones. La falta de apoyo al proceso independentista en el interior del país, hizo que en el 19 de enero, José Núñez de Cáceres, quien ejercía la presidencia del nuevo Estado, le comunicara a Jean-Pierre Boyer que su gobierno se colocaba al amparo de las leyes de la República de Haití.
Boyer salió de Puerto Príncipe con su ejército el 28 de enero, llegando a San Carlos (en las afueras de Santo Domingo) el 8 de febrero, al día siguiente (9 de febrero) arribó a Santo Domingo e hizo su entrada por la ciudad a las siete de la mañana. El dr. Núnez de Cáceres le ofreció las llaves de la ciudad a Boyer, pero este se negó diciendo «no he entrado en esta ciudad como conquistador sino por la voluntad de sus habitantes», después en ese mismo día abolió la esclavitud en las zonas recién anexadas. Días más tarde, dividió a la isla en seis departamentos y designó a los gobernadores.
A la población blanca de la parte oriental de la isla se le negó el derecho a la ciudadanía haitiana, y les fueron confiscadas numerosas propiedades lo que aumentó su inconformidad con el nuevo gobierno.
En 1823, la antigua metrópoli, Francia, condicionó el reconocimiento de la independencia haitiana y el levantamiento del bloqueo económico al pago de la elevada suma antes referida como indemnización a las pérdidas de los colonos franceses y a un descuento del 50 % en los impuestos a los barcos y las mercancías francesas. En 1825 se llegó al acuerdo definitivo comprometiéndose a pagar 150 millones de francos-oro. A partir de 1826, Haití comienza a pagar esa llamada deuda francesa, para lo cual fueron establecidos impuestos exorbitantes y restablecidas las plantaciones. A pesar de ello la economía creció robustamente debido a dos razones, primero a las confiscaciones y la distribución de la propiedad, y segundo, a la apertura al comercio internacional.

### Inicio de la decadencia económica e independencia dominicana
El estallido de una crisis económica en Europa en 1836, causó un descenso en valor de las exportaciones y provocó una espiral inflacionaria que afectó gravemente a la economía. A partir de 1837 fueron contratados numerosos créditos (únicamente con bancos franceses debido al tratado con Francia) que sometieron al país a una grave crisis económica con una creciente deuda externa.
Los sucesos siguientes reflejaron la pugna entre las autoridades mulatas y las masas populares afrodescendientes.
En 1843, el general Boyer fue depuesto en una revuelta militar liderada por Charles Rivière-Hérard y obligado a exiliarse a Francia, lo que se tradujo en el restablecimiento por breve tiempo del sistema parlamentario y en la aprobación de la Constitución de 1843. Un año después, tras la derrota sufrida en la guerra de independencia de la parte oriental liderada por Juan Pablo Duarte y su movimiento independentista La Trinitaria con el lema Dios, Patria y Libertad que pasó a llamarse República Dominicana En las batallas 19 de marzo en Azua, 30 de marzo en Santiago, Las Carreras los dominicanos definieron su independencia (independencia que no sería reconocida por el estado haitiano hasta 1867) Rivière-Hèrard sería derrocado por Philippe Guerrier. Guerrier fue derrocado por Jean-Louis Pierrot en 1845, y éste por Jean-Baptiste Riché en 1846.

### Soulouque
El 1 de marzo de 1847, el general Faustin Soulouque fue elegido Presidente de la República, pero contrariamente a lo imaginado por los senadores Ardouin y Dupuy, que habían promocionado su elección creyendo que sería fácilmente manejable, demostró su fuerte voluntad y empezó a favorecer a los negros contra los mulatos. Una conspiración de estos fue reprimida con confiscaciones, proscripciones y ejecuciones. Los soldados negros efectuaron una matanza general en Port-au-Prince, que sólo cesó cuando el cónsul francés Charles Reybaud amenazó con un desembarco de soldados de su país.
En 1848, Soulouque fue designado Presidente Vitalicio de Haití, de acuerdo con la constitución de 1846. En marzo de 1849 invadió la República Dominicana con un ejército de 4000 hombres, pero fue derrotado por el general Pedro Santana, presidente dominicano, el 21 de abril de ese año en las vecindades de Ocoa y hubo de retirarse.
El 26 de agosto de 1849 el Senado proclamó el Segundo imperio de Haití y al general Soulouque como Emperador con el nombre de Faustin I, por decisión unánime del Poder Legislativo. Se rodeó de una lujosa corte, creó una nueva nobleza haitiana, fundó órdenes civiles y militares y emitió una Constitución Autoritaria. En diciembre de 1849 contrajo nupcias con Adélina Léveque. El 18 de abril de 1852, en unión de su consorte, fue coronado con gran pompa por el vicario de Port-au-Prince.
A fines de 1855 invadió nuevamente la República Dominicana y otra vez fue derrotado por Santana, y al año siguiente fracasó en otro intento.
La crisis económica se adueñó del país y hubo varias insurrecciones, que fueron duramente reprimidas. En diciembre de 1858 estalló una nueva revuelta, encabezada por el general Fabre Geffrard, duque de Tabara, que tras varios choques con las fuerzas imperiales entró en al capital el 15 de enero de 1859. Los soldados de Faustin I se negaron a combatir y el monarca se refugió en el consulado francés. Poco después se le permitió abandonar el país con rumbo a Jamaica, a bordo del buque británico Melbourne, llevando consigo a su familia y copiosas riquezas en dinero y piedras preciosas. Sus bienes en Haití fueron confiscados por las nuevas autoridades.

### República
Geffrard restauró la República. Negoció un concordato con la Santa Sede, firmado en Roma el 28 de marzo de 1860. Los Estados Unidos reconocieron a Haití por decisión de Abraham Lincoln, el 5 de junio de 1862. El gobierno de Geffrard impulsó la educación pública primaria y superior. Su código rural de 1863 instauró el trabajo obligatorio para construir carreteras, canales y acueductos. Fomentó las exportaciones de algodón y redujo al ejército de mitad. Sin embargo, las finanzas siguieron siendo frágiles. En 1865 reprimió una sublevación con la ayuda la marina británica. Ante un levantamiento de toda la región del Artibonito, Geffrad dimitió el 13 de marzo de 1867.
El autoritarismo y la inestabilidad política se convirtieron en la norma, implicando sucesiones de rebeliones. El nuevo Presidente, Sylvain Salnave, excitó a partir de octubre de 1867 a la población contra la Cámara de Diputados y la cerró. Grupos armados siempre listos a la rebelión, constituyeron la espada de Damocles de todos los dirigentes, incluso los que se basaron en ellos para acceder al poder. Varios golpes de Estado se sucedieron, siendo depuesto Salnave en 1869 y sucedido por Nissage Saget. En junio de 1872 el gobierno alemán utilizó la fuerza militar para que el Estado haitiano reembolsara una deuda a ciudadanos alemanes. Saget fue depuesto en 1874, siendo sucedido por Michel Domingue quien promulgó una nueva Constitución. Domingue permaneció en el poder durante dos años, hasta 1876, cuando accedió a la presidencia Pierre Théoma Boisrond-Canal.
El presidente constitucional Lysius Salomon, quien sustituyó a Joseph Lamothe, brevemente presidente provisional tras la caída de Boisrond-Canal en 1879, consiguió cumplir el período de siete años entre 1879 y 1886, creó él Banco Nacional, reanudó y completó los pagos a Francia, fortaleció la enseñanza secundaria y rural, modernizó el servicio de correo y aplastó en 1883 y 1884 sendas rebeliones. Se hizo reelegir para otro período de 7 años, pero en 1887, tanto Puerto Príncipe como varias provincias se rebelaron y Salomon fue derrocado en agosto de 1888, tras lo que se sucedieron rápidamente tres presidentes: de nuevo Pierre Théoma Boisrond-Canal (a partir del 10 de agosto de 1888, esta vez en calidad de presidente provisional), François Denys Légitime (a partir del 16 de octubre de 1888, en calidad de presidente) y Monpoint Jeune (a partir del 23 de agosto de 1889, en calidad de presidente provisional).
Después de más de un año de situación anárquica, Florvil Hyppolite fue designado por el Consejo Constitucional como presidente para el período 1889 - 1896. Su gobierno otorgó amnistía general para los presos políticos y exiliados haitianos y emprendió planes de obras públicas para mejorar los puertos, mercados, redes hidráulicas, telégrafos y teléfonos. En 1891 enfrentó la voluntad de los Estados Unidos de hacerse conceder la punta noroeste del país: el malecón de San Nicolás. Hyppolite murió en 1896 de infarto cardíaco poco antes de terminar su período presidencial.
El 6 de diciembre de 1897, tras el encarcelamiento del residente alemán Lüders, Alemania envió a Haití dos barcos de guerra para exigir una indemnización exorbitante y las excusas oficiales del presidente Tirésias Simon Sam, que fue así humillado y desprestigiado y terminó renunciando el 12 de mayo de 1902. Las luchas entre facciones militares reanudaron. Pierre Nord Alexis se sostuvo sin embargo como presidente seis años entre diciembre de 1902 y diciembre de 1908, cuando fue derrocado tras intentar erigirse como presidente vitalicio. Sigue un período de inestabilidad, un presidente derribaba a otro y ocho se sucedieron entre la caída de Alexis y el final del año 1915.

### Ocupación de Estados Unidos
A partir de 1908, las compañías estadounidenses negociaron concesiones para construir ferrocarriles y desarrollar plantaciones de banano que implicaron la expropiación de campesinos. En 1910, Citibank compró una parte importante del Banque de la République d'Haïti, banco central que disponía del monopolio sobre la emisión de moneda.
En 1910 un consorcio internacional de bancos refinanció la deuda de Haití y tomó el control de las finanzas del país. En 17 de diciembre de 1914, bajo la presidencia haitiana de Joseph Davilmar Théodore, estos bancos consiguieron que Woodrow Wilson, entonces presidente de Estados Unidos, enviara marines que con el pretexto de proteger las reservas de oro de Haití las llevaron a cajas fuertes en Nueva York. Ocho meses después, tras el colapso de la dictadura de Vilbrun Guillaume Sam, el 28 de julio de 1915 los marines ocuparon el país para evitar la llegada al gobierno del líder rebelde y médico Rosalvo Bobo, contrarrestar la influencia de los empresarios alemanes y asegurar la aprobación por el Parlamento de la «legislación progresista» dictada por los bancos, poniendo a Philippe Sudre Dartiguenave como Presidente. Bajo esta ocupación militar estadounidense, el país fue firmante del Tratado de Versalles de 1919, convirtiéndose en uno de los países fundadores de la Sociedad de Naciones. En 1922, Dartiguenave fue sustituido por Louis Borno, quien presidió el país bajo el resto de la ocupación estadounidense, hasta 1930.
Los marines colocaron a Puerto Príncipe bajo ley marcial y luego sometieron resistencia armada en zonas rurales, ejecutando al líder de la resistencia Charlemagne Péralte. La productora y exportadora de azúcar Haitian American Sugar Company se convirtió en la segunda empresa del país hasta su liquidación en 1987. El Banco de la Nación, que se convirtió en sucursal del Citibank que fue criticado por prácticas injustas, como la negativa a pagar a Haití los intereses sobre el dinero depositado en sus cuentas, intereses que pagó después de 1922, pero solo un porcentaje del 2 %, en vez del 3,5 % concedido a los demás depositarios equivalentes lo cual según el senador y economista Paul Douglas, equivalía a una pérdida de un millón de dólares.
En diciembre de 1929 en Les Cayes, los marines mataron a diez campesinos haitianos durante una marcha para protestar por la situación económica. En Estados Unidos en plena Gran Depresión crecieron las voces inconformes con la ocupación de Haití.
Sténio Vincent, destacado opositor a la ocupación militar estadounidense, fue escogido como presidente por la Asamblea Nacional elegida por el pueblo en 1930. En agosto de 1934 el presidente Franklin D. Roosevelt ordenó el retiro de Haití de las tropas estadounidenses y en 1935 un plebiscito extendió el período presidencial de Vincent hasta 1941 y estableció la elección presidencial por voto popular directo.

### Elecciones y golpes (1934-1957)

#### Masacre del Perejil
Entre el 28 de septiembre y el 8 de octubre de 1937 fueron asesinados tres mil haitianos por el ejército dominicano en la frontera entre ambos países, en cumplimiento de una orden del presidente Rafael Leónidas Trujillo. La matanza comenzó en Bánica con la muerte de 300 personas, según declaró el propio Trujillo en Dajabón, donde fueron muertas otras 500 personas y continuó a lo largo de la frontera donde el dictador dominicano propició una dominicanización en la frontera. Hasta el 5 de octubre miles de haitianos consiguieron huir hacia Haití pero a partir de ese día la frontera fue cerrada por orden de Trujillo y los demás haitianos de la zona fronteriza fueron exterminados: toda persona que no podía pronunciar bien en español la palabra «perejil» era asesinada.
Aunque el gobierno de Vincent hizo lo posible por sostener buenas relaciones con el dictador Trujillo, las protestas populares en Haití y las denuncias internacionales obligaron a Trujillo a acordar el pago a Haití de una indemnización por la matanza, por un total de 750 mil dólares, con un primer pago inmediato de 250 mil.

#### Golpes de Estado de 1942, 1946 y 1950
En 1941 Élie Lescot sucedió a Vincent y el país abandonó la Sociedad de Naciones en abril de 1942. Un golpe de Estado le derrocó en 1946, tras lo cual Haití quedó bajo gobierno militar, siendo nombrado en 1950 presidente Paul Eugène Magloire hasta la huelga general de diciembre de 1956. 

### Era Duvalier (1957-1986)
En 1957 fue elegido como presidente de Haití François Duvalier, conocido popularmente como Papa Doc, quien gobernó dictatorialmente con ayuda militar y financiera de Estados Unidos. El 22 de diciembre de 1958 en la frontera dominico-haitiana entre Jimaní y Mal Pase, Trujillo y Duvalier firmaron un acuerdo de mutua protección que establecía entre otras cosas que ninguno de los dos gobiernos permitiría en sus respectivos territorios actividades subversivas en contra de alguno de ellos, así como el control de las actividades de los exiliados políticos. En 1959 creó la Milice Volontaires de la Sécurité Nationale (MVSN), conocida popularmente como Tonton Macoute, una violenta milicia que le sirvió para afianzar su poder. El 19 de abril de 1963 se descubrió una conjura militar contra Duvalier, encabezada por el teniente Francois Benoit, dando lugar a un conflicto diplomático con el presidente dominicano, Juan Bosch. 
En 1964 se hizo proclamar presidente vitalicio. Su hijo Jean-Claude Duvalier (Baby Doc) lo sucedió en 1971. En enero de 1986 una insurrección popular le obligó a exiliarse y el ejército se hizo con el control del poder mediante la formación de un Consejo Nacional de Gobierno, presidido por el general Henri Namphy.

### 1986-Presente

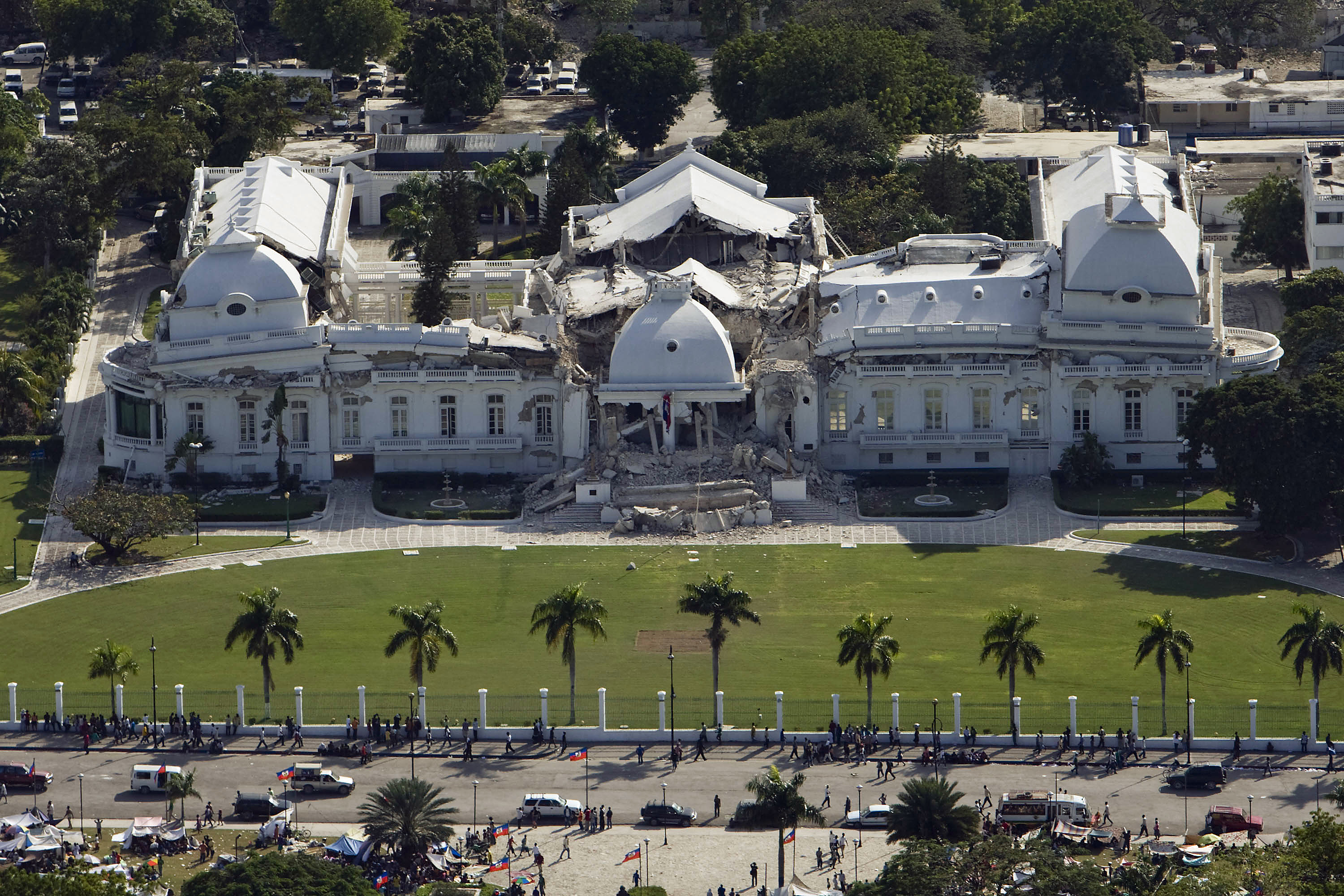
Vista del Palacio Nacional de Haití, derrumbado tras el terremoto del 12 de enero de 2010.

En enero de 1988 fue presidente Leslie François Manigat, depuesto en julio del mismo año por Namphy. Derrocado a su vez por Prosper Avril. Tras una presidencia provisional de Ertha Pascal Trouillot, depuesta por un golpe de Estado, fue presidente electo a partir de febrero de 1991 Jean-Bertrand Aristide. De acuerdo con un informe elaborado por el Programa de la ONU para el Desarrollo, un 70 % de la población haitiana utiliza el carbón vegetal para cocinar. Pero, durante la década de los 90 aumentó la tala de árboles por parte de empresas madereras asociadas a las dictaduras y a los Gobiernos corruptos y también por parte de los agricultores para producir tierras cultivables. Además, el documento señala que por año se pierden entre 15 y 20 millones de árboles y que el suelo de Haití alberga solo un 2 % de bosques. La desertificación de Haití constituye su principal problema del pasado, presente y futuro. Es el país más pobre de América.   
Jean-Bertrand Aristide es también depuesto por un golpe de Estado en el año 2004. A fines de marzo de 2004, en Santo Domingo se publican los resultados preliminares de una comisión investigadora sobre Haití dirigida por el exfiscal general de Estados Unidos, Ramsey Clark. Allí se revela que "los gobiernos de Estados Unidos y de República Dominicana habrían participado en el suministro de armas y en el entrenamiento en ese país de los ‘rebeldes' haitianos". La comisión comprobó que 200 soldados de las fuerzas especiales estadounidenses habían sido enviados a República Dominicana para participar en ejercicios militares en febrero de 2003. Esos ejercicios, que contaron con la autorización del entonces presidente Hipólito Mejía, se realizaron "cerca de la frontera, precisamente en una zona desde la cual los ex militares haitianos lanzaban regularmente ataques contra las instalaciones del Estado haitiano". De ahí resurgieron violentos episodios que culminaron en la ocupación de Haití por parte de los Cascos Azules de la ONU. En el 2006, René Préval resulta elegido presidente del país.
El martes 12 de enero de 2010, se produce un terremoto de magnitud 7,3 en la escala de Richter, a menos de 10 kilómetros de profundidad, convirtiéndose en más fuerte y devastador que la bomba en Hiroshima. Se estimaron más de cuarenta réplicas, y hubo más de 316 000 fallecidos, según el gobierno haitiano. Colapsaron el 70 % de las edificaciones estatales incluyendo parte del Palacio Nacional, algunos hospitales y escuelas. Se dice que entre las causas del temblor está una falla tectónica que cruza la capital del país. Pocos días más tarde, el 20 de enero, se produjo un nuevo terremoto de magnitud 6,1 en la escala de Richter. A partir del año 2011 inicia en la presidencia Michel Martelly, entre finales de los años 2015 y 2016 concurrió una crisis política en el país que provocó que las elecciones presidenciales propuestas para el año 2016 fuesen pospuestas concurridamente por orden de la comunidad internacional para evitar una escalda de violencia en el país, a su vez el Senado de Haití acordó nombrar a un nuevo presidente, Jocelerme Privert, en calidad de gobierno provisional. Finalmente, Jovenel Moïse asumió como nuevo Presidente constitucional tras ganar la elección presidencial de 2016 con mayoría absoluta.
La madrugada del 7 de julio de 2021 Moïse fue asesinado tras un ataque en su residencia por un grupo armado no identificado. Su esposa resultó herida tras el ataque. La noticia de la muerte de Moïse fue anunciada por el primer ministro Claude Joseph, quien asumirá las funciones presidenciales interinamente.

## Cronología
- 1492: llegada a la isla de Cristóbal Colón
- 1517: autorización de la trata de negros esclavos por Carlos V
- 1697: separación de la isla entre Francia y España bajo el tratado de Ryswick
- 1685: promulgación del Código Negro bajo Luis XIV
- 1790: asamblea colonial por los colonos blancos
- 1791: revuelta de los esclavos
- 1793: liberación de los esclavos de Saint-Domingue por los comisarios Sonthonax y Polverel
- 1794: abolición general de la esclavitud por la Convención
- 1801: promulgación de una constitución bajo Toussaint-Louverture
- 1802: pacto de amistad con Gran Bretaña. Expedición napoleónica de Leclerc
- 1804: Independencia de Haití
- 1822: Haití ocupa la parte hispana de la isla de La Española (Santo Domingo)
- 1826: reconocimiento de la independencia por Francia, contra una indemnización de 150 millones de francos-oro
- 1844: Haití pierde el control sobre la parte este. Independencia de la República Dominicana
- 1915–1934: ocupación militar estadounidense
- 1957: elección de François Duvalier
- 1971: Jean-Claude Duvalier sucede a su padre el 22 de abril
- 1986: fuero y exilio de Jean-Claude Duvalier (7 de febrero de 1986)
- 1988: Leslie Manigat (7 de febrero de 1988 – 20 de junio de 1988) (candidato a la elección presidencial de 2006)
- 1988: Henri Namphy (20 de junio de 1988 – 18 de septiembre de 1988)
- 1988: Prosper Avril (18 de septiembre de 1988 – 10 de marzo de 1990)
- 1990: Ertha Pascal-Trouillot (18 de marzo de 1990 – 7 de febrero de 1991)
- 1990: elección de Jean-Bertrand Aristide (víctima de un golpe de Estado el 30 de septiembre de 1991. Tras tres años de exilio, vuelve al país el 15 de octubre de 1994 para terminar su mandato)
- 1996: elección de René García Préval (7 de febrero de 1996 – 7 de febrero de 2001)
- 2001: elección de Jean-Bertrand Aristide
- 2004: deposición y exilio forzado de Jean-Bertrand Aristide. Instauración del gobierno interino
- 2004: Boniface Alexandre (presidente provisional del 29 de febrero de este año cronológico al 14 de mayo del 2006)
- 2006: elección de René Préval
- 2010: un catastrófico terremoto de categoría 7,3 en la escala Richter sacude la isla, dejando como saldo al menos 316 000 muertos, miles de heridos y afectados, destruyendo la mayor parte de la ciudad e importantes monumentos nacionales. Esto despertó la solidaridad mundialmente, recibiendo ayuda de todo tipo de diferentes países.